# Osvaldo Castellan
Osvaldo Castellan (nascido em 21 de janeiro de 1951) é um ex-ciclista italiano.
Participou nos Jogos Olímpicos de 1972 em Munique, na União Soviética, onde terminou em nono lugar na prova de contrarrelógio por equipes, competindo pela Itália.